# Єлшовец (село)
Єлшовец (словац. Jelšovec) — село, громада округу Лученець, Банськобистрицький край, центральна Словаччина, регіон Новоград. Кадастрова площа громади — 8,13 км². Протікає потік Машкова.
Населення 337 осіб (станом на 31 грудня 2017 року).

## Історія
Єлшовец згадується в 1573 році.

## Населення
| Рік:            | 1994. | 2004.    | 2014.    | 2024.   |
| --------------- | ----- | -------- | -------- | ------- |
| Кількість осіб: | 188   | 274      | 314      | 303     |
| Різниця:        |       | +45,74 % | +14,59 % | -3,50 % |

| Рік:            | 2023. | 2024.   |
| --------------- | ----- | ------- |
| Кількість осіб: | 315   | 303     |
| Різниця:        |       | -3,80 % |